# Dihidrouracil dehidrogenaza (NAD+)
Dihidrouracil dehidrogenaza (+) (EC 1.3.1.1, dihidropirimidinska dehidrogenaza, dihidrotiminska dehidrogenaza, pirimidinska reduktaza, timinska reduktaza, uracilna reduktaza) je enzim sa sistematskim imenom 5,6-dihidropirimidin:NAD+ oksidoreduktaza. Ovaj enzim katalizuje sledeću hemijsku reakciju
(1) 5,6-dihidrouracil + + {\displaystyle \rightleftharpoons } uracil + NADH + H+
(2) 5,6-dihidrotimin + + {\displaystyle \rightleftharpoons } timin + NADH + H+
Ovaj  flavoenzim sadrži gvožđe-sumpor. Enzim je originalno otkriven kod uracil-fermentišućih bakterija, Clostridium uracilicum, koje koriste uracil i timin kao izvore azota i ugljenika za rast. On je takođe prisutan kod drugih organizama uključujući Alcaligenes eutrophus, Pseudomonas vrste i Escherichia coli.

## Literatura
- Nicholas C. Price; Lewis Stevens (1999). Fundamentals of Enzymology: The Cell and Molecular Biology of Catalytic Proteins (Third изд.). USA: Oxford University Press. ISBN 019850229X.
- Eric J. Toone (2006). Advances in Enzymology and Related Areas of Molecular Biology, Protein Evolution (Volume 75 изд.). Wiley-Interscience. ISBN 0471205036.
- Branden C; Tooze J. Introduction to Protein Structure. New York, NY: Garland Publishing. ISBN 0-8153-2305-0.
- Irwin H. Segel. Enzyme Kinetics: Behavior and Analysis of Rapid Equilibrium and Steady-State Enzyme Systems (Book 44 изд.). Wiley Classics Library. ISBN 0471303097.

## Spoljašnje veze
- Dihydropyrimidine+dehydrogenase+(NAD+) на 